# Anacanthobatis folirostris
Anacanthobatis folirostris е вид хрущялна риба от семейство Anacanthobatidae.

## Разпространение и местообитание
Видът е разпространен в САЩ (Луизиана, Мисисипи, Тексас и Флорида).
Среща се на дълбочина от 425 до 472 m, при температура на водата от 8,5 до 22,8 °C и соленост 35 – 36,3 ‰.

## Описание
На дължина достигат до 40 cm.